# Schizomavella fischeri
Schizomavella fischeri är en mossdjursart som först beskrevs av Jullien 1882.  Schizomavella fischeri ingår i släktet Schizomavella och familjen Bitectiporidae. Inga underarter finns listade i Catalogue of Life.